# Wells Fargo Center (Mineápolis)
Wells Fargo Center, antiguamente conocido como Norwest Center, es el tercer rascacielos más alto de Mineapolis, Minnesota, tras el IDS Center y Capella Tower. Completado en 1988, tiene una altura de 775 ft (236.3 m).  Durante muchos años, se creyó que era un pie más bajo que Capella, pero dicha estructura tiene actualmente una diferente altura. Norwest Center fue diseñado con un estilo art deco modernizado por César Pelli, reflejando estructuras cercanas como Qwest Building y Foshay Tower, que se sitúa a varias manzanas de distancia. También es considerado por muchos como un tributo al GE Building de Rockefeller Center en Nueva York.
Wells Fargo Center se sitúa en lugar del antiguo Northwestern National Bank Building, que fue destruido en el fuego de 1982. Northwestern National, renombrada Norwest, mantuvo su sede aquí. A pesar de la adopción de Norwest de la identidad de Wells Fargo tras adquirirla y trasladarse a San Francisco en 1998, las operaciones regionales se mantienen en este rascacielos.
Está iluminado brillantemente desde la puesta del sol hasta la media noche, con proyectores apuntando hacia arriba desde los techos de los altibajos para iluminar los lados del rascacielos. A pesar de esto, es mucho más eficiente energéticamente que el rascacielos previo y en 2000, fue reconocido por la United States Environmental Protection Agency como uno de 100 rascacielos más eficientes energéticamente de los Estados Unidos. En 1989, el rascacielos fue alabado por el Urban Land Institute, que le concedió su Premio por Excelencia en Proyectos de Oficinas de Gran Escala. Está situado en 90 South 7th Street. Gaviidae Common, un vecino centro comercial, fue también diseñado por Pelli y construido al mismo tiempo.